# Main Event der World Series of Poker 1992
Das Main Event der World Series of Poker 1992 war das Hauptturnier der 23. Austragung der Poker-Weltmeisterschaft in Las Vegas.

## Turnierstruktur
Das Hauptturnier der World Series of Poker in No Limit Hold’em startete am 11. Mai und endete mit dem Finaltisch am 16. Mai 1992. Ausgetragen wurde das Turnier im Binion’s Horseshoe in Las Vegas. Die insgesamt 201 Teilnehmer mussten ein Buy-in von je 10.000 US-Dollar zahlen, für sie gab es 36 bezahlte Plätze. Der als Schauspieler weltbekannte Telly Savalas erreichte den 21. Platz.

## Finaltisch

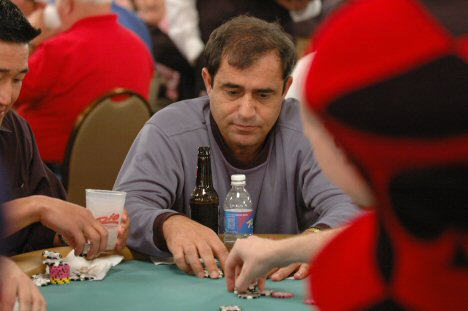
Hamid Dastmalchi (2005)

Der Finaltisch wurde am 16. Mai 1992 ausgespielt. In der finalen Hand gewann Dastmalchi mit 8♥ 4♣ gegen Jacobs mit J♦ 7♠.
| Platz | Herkunft           | Spieler          | Preisgeld (in $) |
| ----- | ------------------ | ---------------- | ---------------- |
| 1     | Vereinigte Staaten | Hamid Dastmalchi | 1.000.000        |
| 2     | Vereinigte Staaten | Tom Jacobs       | 0.353.500        |
| 3     | Vereinigte Staaten | Hans Lund        | 0.176.750        |
| 4     | Vereinigte Staaten | Mike Alsaadi     | 0.101.000        |
| 5     | Vereinigte Staaten | Dave Crunkleton  | 0.060.600        |
| 6     | Vereinigte Staaten | Clyde Coleman    | 0.030.300        |